# Ženski košarkaški klub Crvena zvezda
Lo Ženska košarkaški klub Crvena zvezda o ŽKK Crvena zvezda (srb. Club cestistico femminile Stella rossa) è la sezione cestistica femminile del Gruppo sportivo Stella rossa di Belgrado, in Serbia, ed è noto in italiano come Stella Rossa.

## Palmarès
- Coppa dei Campioni: 1

1979
- Campionati jugoslavi: 27

1946, 1947, 1948, 1949, 1950, 1951, 1952, 1953, 1954, 1955, 1956, 1957, 1958, 1959, 1960, 1963, 1973, 1976, 1977, 1978, 1979, 1980, 1981, 1989, 1992, 1993, 1996
- Campionato serbo-montenegrino: 1

2004
- Campionato serbo: 7

2016-17, 2017-18, 2018-19, 2020-21, 2021-22, 2022-23, 2024-25
- Coppa di Jugoslavia: 8

1973, 1974, 1976, 1979, 1981, 1992, 1994, 1995
- Coppa di Serbia-Montenegro: 2

2003, 2004
- Coppa di Serbia: 6

2016, 2017, 2019, 2022, 2023, 2025